# Sieg Vaz Dias
Salomon (Sieg) Vaz Dias (Amsterdam, 1 juni 1904 – Amersfoort, 29 juli 1943) was een Nederlands journalist, fotograaf en verzetsstrijder.
Hij werd geboren als zoon van de kunsthandelaar Jacob de Salomon Vaz Dias en Hana Hamburger, en had een zuster, Selma.
Vaz Dias was voor de oorlog als journalist verbonden aan De Telegraaf. Tot zijn collega's behoorde Frans Goedhart, met wie hij later in de illegale Parool-groep zou samenwerken. Hij begon een eigen fotopersbureau aan de Vijzelstraat, tegenover het Carlton Hotel, Foto-Varia geheten. Hier werd Bert Haanstra in 1934 zijn leerling, gevolgd door Sem Presser in 1935.

## Tweede Wereldoorlog
Voor het uitbreken van de Tweede Wereldoorlog zat Vaz Dias met fotojournalist Henk Temme bij de contraspionage, als medewerker van GS III. Na de meidagen hield Vaz Dias zich als medewerker van het Rode Kruis bezig met het opsporen van vermiste Nederlandse militairen. Hij ging in het verzet als lid van de Ordedienst (OD) en werd medewerker van het illegale Parool, waar hij voor het papier zorgde. In 1941 vergaderde de Parool-groep in villa De Oldenheem op het landgoed Drafna te Naarden, waar Vaz Dias op dat moment woonde. Op verzoek van Frans Goedhart had hij Gerrit Jan van Heuven Goedhart benaderd. Vaz Dias bracht in september 1941 de marconist Aart Alblas, die na het uitpeilen van zijn zender in problemen was geraakt, in contact met Goedhart. Volgens Loe de Jong trad Vaz Dias op als "een soort mentor" van Alblas, en wist Goedhart zo contact te leggen met regeringskringen in Londen, waarna ze er samen bij 'Londen' op aandrongen dat Goedhart met Peter Tazelaar mee naar Engeland zou gaan tijdens een 'afhaaloperatie' door de groep-Hazelhoff Roelfzema (Contact Holland).
Vaz Dias wilde in 1942 via Frankrijk naar Engeland uitwijken, maar zijn vluchtlijn was geïnfiltreerd door de Duitsers en op 30 juni werd hij te Parijs gearresteerd, waarna hij werd overgebracht naar het Oranjehotel.
Hij werd door de Duitsers ter dood veroordeeld wegens spionage, sabotage en begunstiging van de vijand, en werd op 39-jarige leeftijd door de Duitsers gefusilleerd op de Leusderheide. De groep geëxecuteerden bestond naast Vaz Dias uit de volgende 15 verzetsstrijders: Lex Althoff (evenals Vaz Dias lid van de Parool-groep), Christiaan Frederik van den Berg, Jhr. Pim van Doorn, Rudolf Hartogs, Willem Hertly, Eddy Latuperisa, Willem Mulder, Anton van Rijn, Jhr. Johan Schimmelpenninck en diens adjudanten Anton Abbenbroek, Fritjof Dudok van Heel en Johan de Jonge Melly, en Jan van Straelen, Gerard Vinkesteyn en Bob Wijnberg.
Vaz Dias was gehuwd met Anna Theresa Munka. In 1937 werd hun zoon Robert geboren. In Amsterdam-West is een straat naar hem genoemd.